# Reichsvogt
|  | Dieser Artikel oder Abschnitt wurde wegen inhaltlicher Mängel auf der Qualitätssicherungsseite der Redaktion Geschichte eingetragen (dort auch Hinweise zur Abarbeitung dieses Wartungsbausteins). Dies geschieht, um die Qualität der Artikel im Themengebiet Geschichte auf ein akzeptables Niveau zu bringen. Dabei werden Artikel gelöscht, die nicht signifikant verbessert werden können. Bitte hilf mit, die Mängel dieses Artikels zu beseitigen, und beteilige dich bitte an der Diskussion! |

Reichsvögte, auch Reichspfleger (Landvögte, Landpfleger), wurden im Heiligen Römischen Reich seit etwa dem 12. Jahrhundert vom König eingesetzt und amtierten als Schutzherren, Vorsitzende des Blutgerichts und als Verwalter von Reichsgut (Reichsland, -städte, -klöster) und Reichsrechten.

## Aufgaben
Ein Reichsvogt war immer einer bestimmten Region zugeteilt. Dabei konnte es sich um eine Abtei oder ein Gebiet zusammenhängender Krongüter handeln. In diesem Gebiet diente der Reichsvogt als Verwalter und Hochrichter. Die Reichsvögte waren für Ordnung und Gerechtigkeit in ihren Vogteien verantwortlich und wurden vom König persönlich eingesetzt.